# ゴロジェッツ
座標: 北緯56度39分 東経43度29分 / 北緯56.650度 東経43.483度

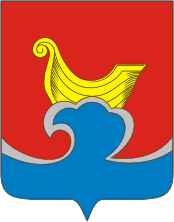
ゴロジェッツ市の紋章

ゴロジェッツ（ゴロジェツ、ゴロデツ；ロシア語:Городе́ц；Gorodets）はロシア連邦ニジニ・ノヴゴロド州の町。人口は2万8660人（2021年）。ヴォルガ川左岸（東側）にあり、州都ニジニ・ノヴゴロドの北西53kmにある古い街。かつてはゴロジェッツ＝ラディノフ（Городе́ц-Ради́лов）もしくは単にラディノフ（Ради́лов）とも呼ばれた。

## 歴史

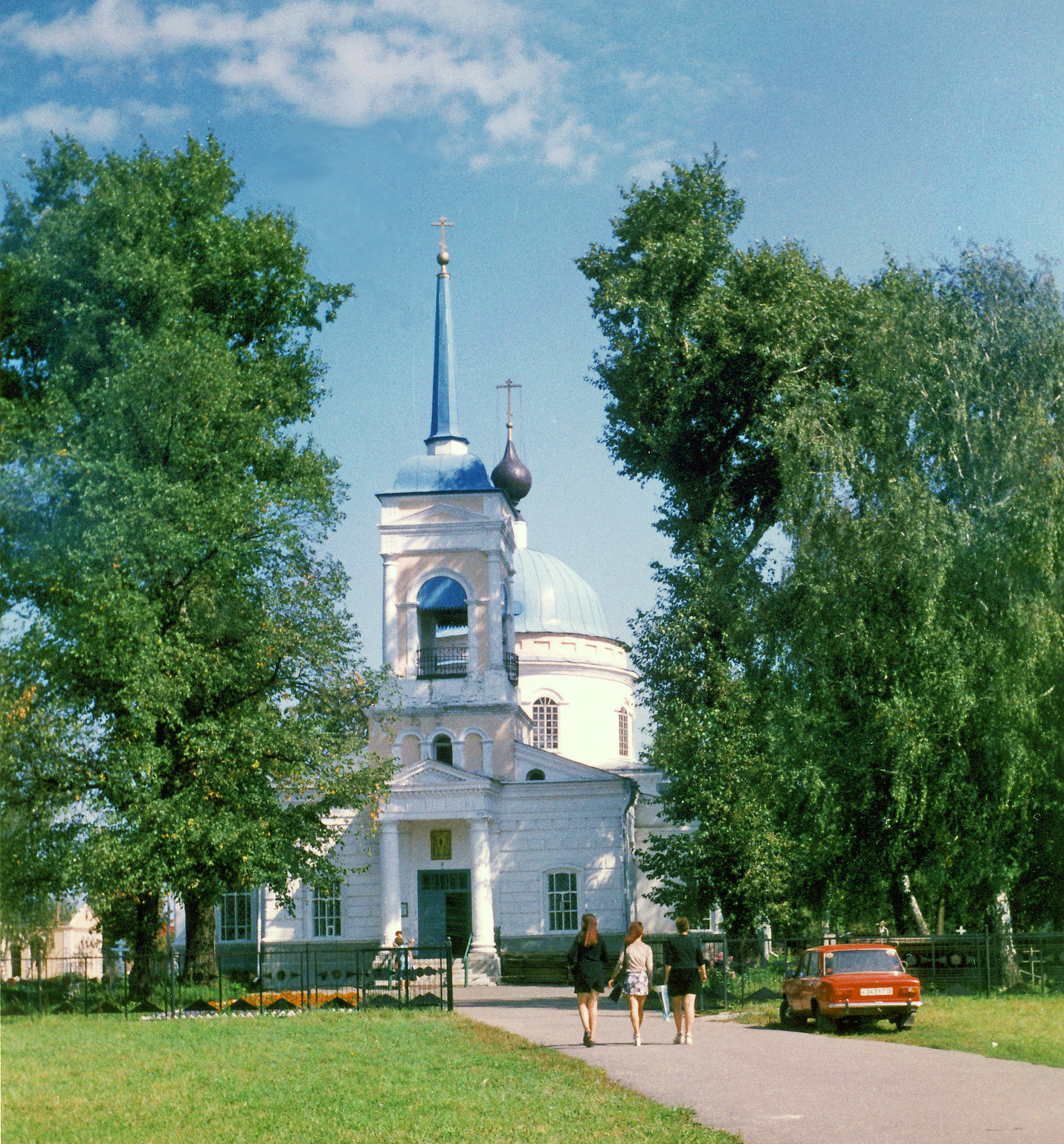
カザンスカヤ聖堂（カザンの生神女聖堂）

ゴロジェッツは1152年にウラジーミル・スーズダリ大公ユーリー・ドルゴルーキー（モスクワやトヴェリなどルーシ北東部の多くの都市の開基を行ったとされる人物）により、ヴォルガ川を背にした大きな要塞として建設された。現在のニジニ・ノヴゴロド州に築かれたロシア最初の町でもある。当時ヴォルガ中流に勢力を広げていたブルガール人の国ヴォルガ・ブルガールに対する攻略拠点として重視され、ウラジーミル・スーズダリ大公国の大公たちはゴロジェッツを拠点にヴォルガの東へ多くの遠征を行った。また1216年にはウラジーミル大公ユーリー2世は兄のコンスタンチンにより廃位させられゴロジェッツに流された。1239年、ルーシに侵攻したバトゥ率いるモンゴル帝国軍はゴロジェッツを襲い焼き払った。言い伝えではユーリー2世が築いた伝説の町マールィ・キーテジは現在のゴロジェッツに当たるともされるが、ゴロジェッツの築かれた時期の方が古い。

1263年、アレクサンドル・ネフスキーはジョチ・ウルスの首都サライからノヴゴロドに戻る途中、ゴロジェッツで没した。その息子アンドレイ・アレクサンドロヴィチはゴロジェッツを本拠とした。14世紀半ばにはヴォルガのすぐ下流のニジニ・ノヴゴロドが発展し、ゴロジェッツの存在はかすんだが、1408年にエディゲに襲われ焼き払われるまでニジニ・ノヴゴロド公国でも3番目に大きな町であった。15世紀初頭の高名なイコン画家でアンドレイ・ルブリョフの師匠ともされるプロホール（Прохор）はゴロジェッツ出身である。
その後2世紀の間、ゴロジェッツは「ゴロジェッツ・プストイ」（空っぽのゴロジェッツ）と呼ばれるごく小さな町となり、年代記の中にはゴロジェッツの人口はすべて、若干下流にある新たな町ソリ・ナ・ゴロドツェ（Соль-на-Городце、現在のバラフナ）へ移住したとするものもある。
19世紀にはゴロジェッツは古儀式派の商人たちの住む集落として再度繁栄し、装飾の華やかな木彫りなどの工芸品で知られた。1875年にはニジニ・ノヴゴロドの作家 A. S. Gatsiskyが、ゴロジェッツを穀物取引と木製食器の大きな中心と述べている。1922年には村から町へと昇格し、ゴロデツキー地区の行政中心地となった。1948年から1959年にかけて、ヴォルガ川を堰き止める大型ダムとゴーリキー水力発電所（現在のニジニ・ノヴゴロド水力発電所）がゴロジェッツの数km上流に完成し、対岸（ヴォルガ川右岸）の発電所付近には新たな産業都市ザヴォルジエができている。

## 建物

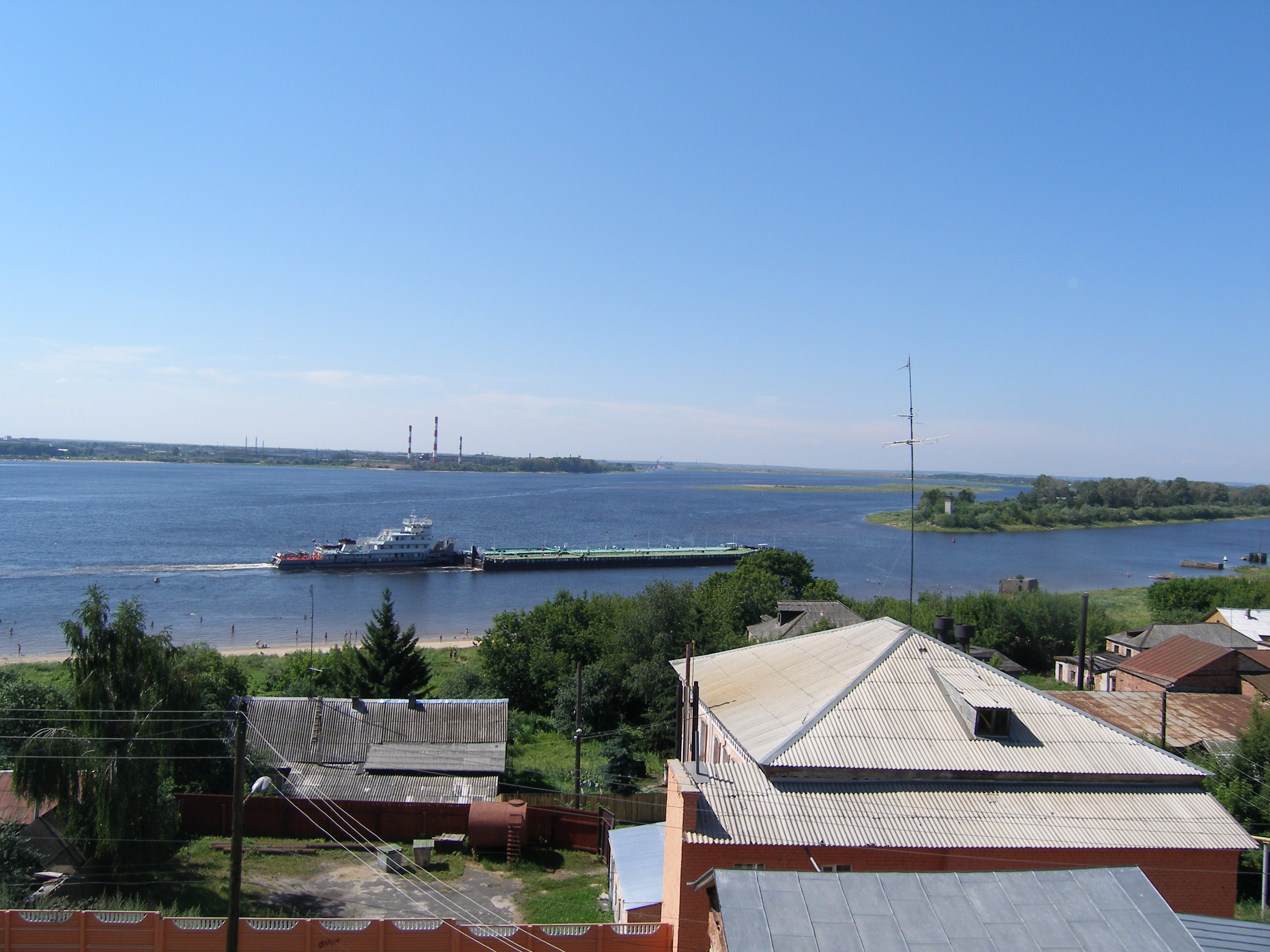
ヴォルガ川

ゴロジェッツの主な歴史的建造物には、1644年にできた至聖三者大聖堂、1672年にできた聖ニコライ聖堂、同名のイコンで名高かったフョードロフスキー修道院などがあったが、ソ連時代に取り壊されている。現存する最古の建造物は、ゴロジェッツの最も知られた公であったアンドレイ・アレクサンドロヴィチが1304年に埋葬された聖堂跡に、1707年から1712年にかけて築かれた聖堂である。

## 産業と交通

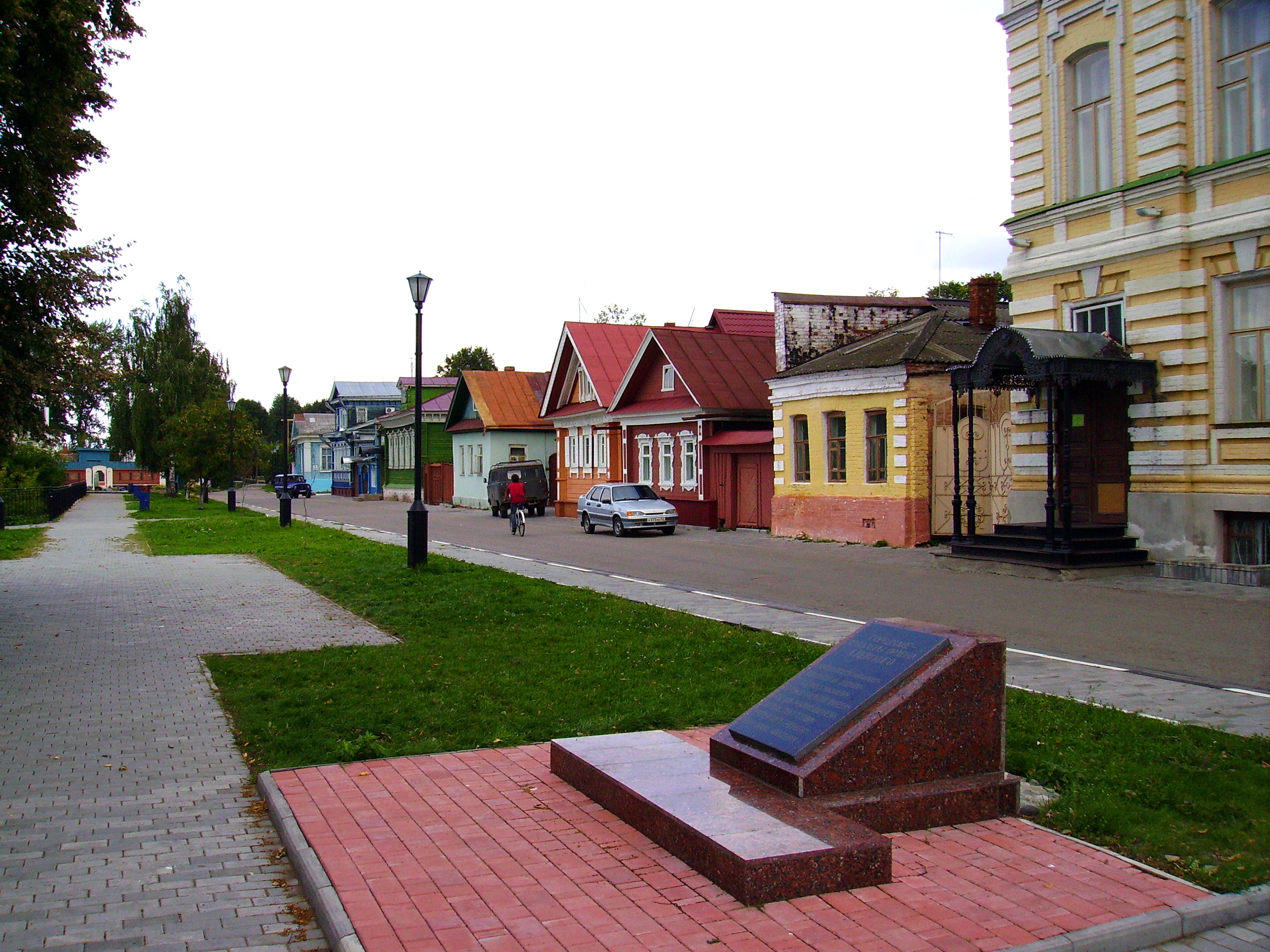
ゴロジェッツの革命通り

ゴロジェッツの産業には、ザヴォルジエ市と共有するニジニ・ノヴゴロド水力発電所のほかには造船業などがある。木工、刺繍、しょうが入りパンなどの伝統的な産業も工業化されておりその製品はロシア各地で見られる。
ニジニ・ノヴゴロドからの鉄道支線は対岸のザヴォルジエで終点になっているが、ザヴォルジエとゴロジェッツの間はダムの堰堤上の道路で結ばれている。この道路は、ヴォルガ川の左岸と右岸を結ぶ道路や橋としては、ニジニ・ノヴゴロドとキネシマの間では唯一のものである。